# Залізнянська сільська рада
Залізнянська сільська рада (Желізняцька сільська рада) — колишня адміністративно-територіальна одиниця та орган місцевого самоврядування у Троянівському і Житомирському районах Волинської округи, Київської та Житомирської областей Української РСР з адміністративним центром у селі Залізня.

## Населені пункти
Сільській раді на час ліквідації були підпорядковані населені пункти:
- с. Головенка
- с. Залізня

## Населення
Кількість населення ради, станом на 1923 рік, становила 1 541 особу, кількість дворів — 299.

## Історія та адміністративний устрій
Створена 1923 року в складі сіл Головенка та Железняки (Залізня) Троянівської волості Житомирського повіту Волинської губернії. 7 березня 1923 року увійшла до складу новоствореного Троянівського району Житомирської (згодом — Волинська) округи.
Станом на 1 вересня 1946 року сільська рада входила до складу Троянівського району Житомирської області, на обліку в раді перебували села Головенка та Залізня. 28 листопада 1957 року, внаслідок ліквідації Троянівського району, сільську раду передано до складу Житомирського району.
Ліквідована 12 травня 1958 року, територію та населені пункти приєднано до складу Троянівської сільської ради Житомирського району Житомирської області.